# Tillandsia didisticha
Tillandsia didisticha är en gräsväxtart som först beskrevs av Charles Jacques Édouard Morren, och fick sitt nu gällande namn av John Gilbert Baker. Tillandsia didisticha ingår i släktet Tillandsia och familjen Bromeliaceae. Inga underarter finns listade i Catalogue of Life.